# Molophilus inflexibilis
Molophilus inflexibilis är en tvåvingeart som beskrevs av Alexander 1929. Molophilus inflexibilis ingår i släktet Molophilus och familjen småharkrankar. Inga underarter finns listade i Catalogue of Life.